# Paraplectana coccinella
Paraplectana coccinella är en spindelart som först beskrevs av Tord Tamerlan Teodor Thorell 1890.  Paraplectana coccinella ingår i släktet Paraplectana och familjen hjulspindlar. Inga underarter finns listade i Catalogue of Life.